# Morpho psyche
Morpho psyche är en fjärilsart som beskrevs av Felder 1867. Morpho psyche ingår i släktet Morpho och familjen praktfjärilar. Inga underarter finns listade i Catalogue of Life.